# Hugo Álvarez
Hugo Álvarez Antúnez (Ourense, 2 luglio 2003) è un calciatore spagnolo, centrocampista del Celta Vigo.

## Carriera
Álvarez è cresciuto nel settore giovanile del Celta Vigo che lo ha acquistato nel 2011 dall'Ourense. Ha debuttato con la prima squadra il 25 ottobre 2021 sostituendo Santi Mina a dieci minuti dal termine dell'incontro di Primera División vinto 3-0 contro il Getafe.
Assegnato alla squadra B a partire dalla stagione successiva, il 18 dicembre 2022 ha segnato il suo primo gol nel successo per 3-0 contro l'Unionistas.

## Statistiche

### Presenze e reti nei club
Statistiche aggiornate al 31 marzo 2024.
| Stagione        | Squadra         | Campionato      | Campionato | Campionato | Coppe nazionali | Coppe nazionali | Coppe nazionali | Coppe continentali | Coppe continentali | Coppe continentali | Altre coppe | Altre coppe | Altre coppe | Totale | Totale | Totale |
| Stagione        | Squadra         | Comp            | Pres       | Reti       | Comp            | Pres            | Reti            | Comp               | Pres               | Reti               | Comp        | Pres        | Reti        | Pres   | Reti   |        |
| --------------- | --------------- | --------------- | ---------- | ---------- | --------------- | --------------- | --------------- | ------------------ | ------------------ | ------------------ | ----------- | ----------- | ----------- | ------ | ------ | ------ |
| 2022-2023       | Celta Vigo B    | PF              | 37         | 2          |                 | -               | -               |                    | -                  | -                  |             | -           | -           | 37     | 2      |        |
| 2023-2024       | Celta Vigo B    | PF              | 25         | 6          |                 | -               | -               |                    | -                  | -                  |             | -           | -           | 25     | 6      |        |
| 2021-2022       | Celta Vigo      | PD              | 1          | 0          | CR              | 1               | 0               |                    | -                  | -                  |             | -           | -           | 2      | 0      |        |
| 2022-2023       | Celta Vigo      | PD              | 0          | 0          | CR              | 0               | 0               |                    | -                  | -                  |             | -           | -           | 0      | 0      |        |
| 2023-2024       | Celta Vigo      | PD              | 12         | 1          | CR              | 4               | 0               |                    | -                  | -                  |             | -           | -           | 16     | 1      |        |
| Totale carriera | Totale carriera | Totale carriera | 75         | 9          |                 | 5               | 0               |                    | -                  | -                  |             | -           | -           | 80     | 9      |        |